# Uedesheimer Straße 22–28, 30–48, 50–56

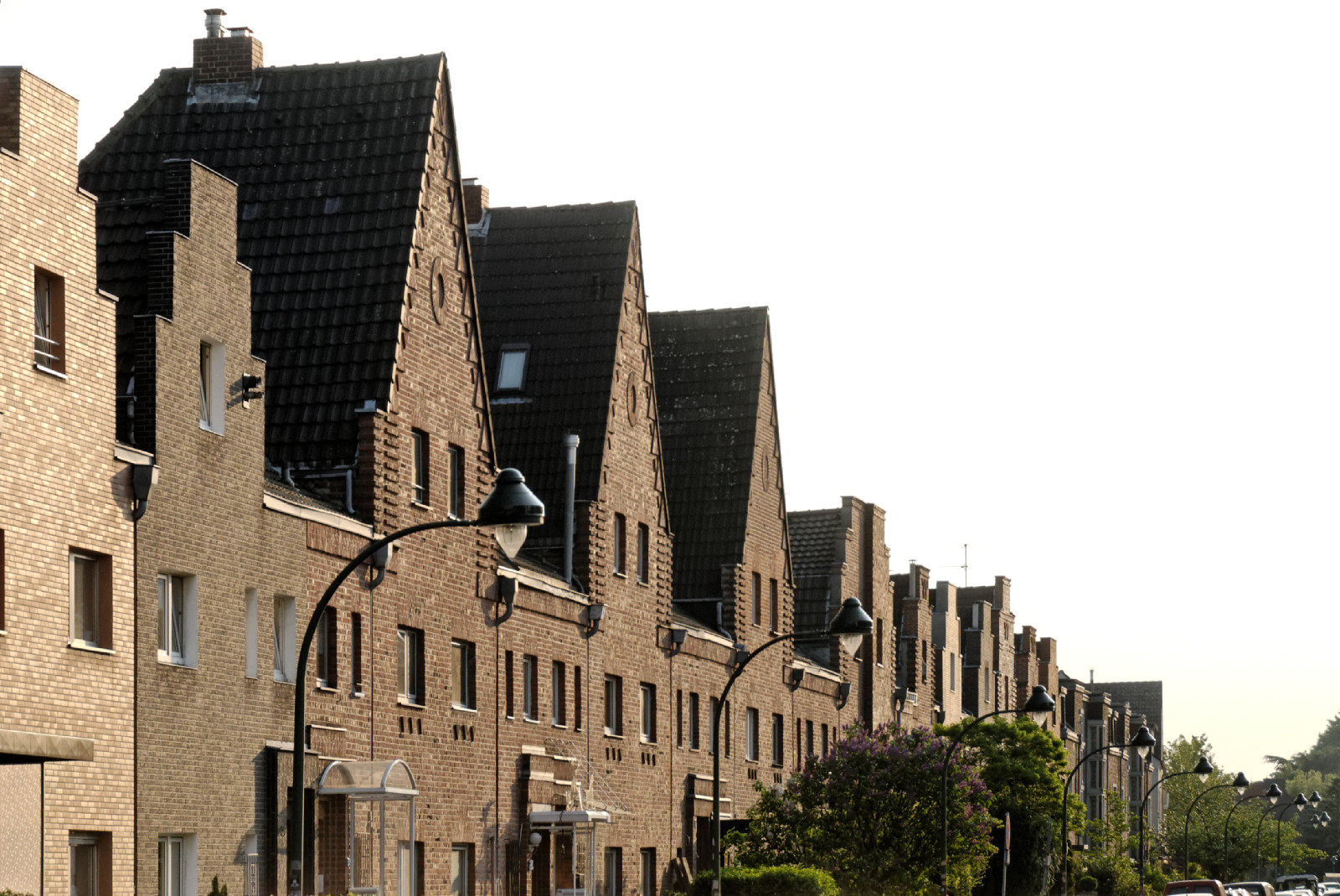
Uedesheimer Straße 22 bis 56

Die Reihenhaussiedlung Uedesheimer Straße 22–28, 30–48, 50–56 im Düsseldorfer Stadtteil Bilk gilt als „gelungenes Ensemble aus expressionistischer und sachlicher Backsteinarchitektur“, wo die „Entwicklung der Düsseldorfer Reihenhausarchitektur der 1920er Jahre“ zu erkennen ist.

## Beschreibung
Die kleinbürgerlich-mittelständischen Eigentumshäuser an der Uedesheimer Straße wurden nach dem Ersten Weltkrieg erbaut. Die ältere Gebäudegruppe aus dem Jahr 1926 besteht aus einer Gebäudeeinheit mit drei Achsen, außen zweigeschossig mit Gaube im traufständigen Satteldach oder dreigeschossig und zurückgesetzt. Die neuere aus dem Jahr 1927 zeigt ein traufständiges Satteldach, gegliedert mit einer Serie von Zwerchhäusern. Die Serie von Giebeln ist für „Reihenhäuser in Düsseldorf in den 1920er Jahren ungewöhnlich“ und wurde durch „norddeutsche Backsteinarchitektur und die Gartenstadt Staaken in Berlin angeregt“.